# Осман-паша (адмирал)

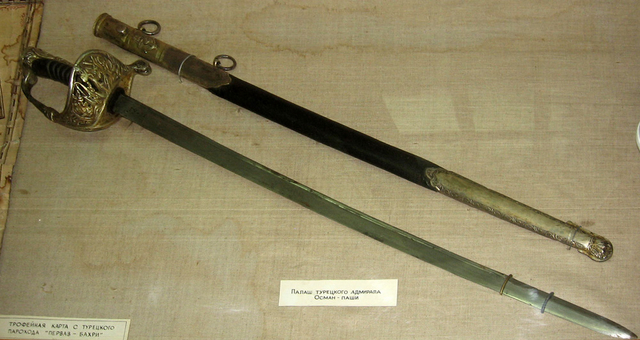
Палаш Осман-паши, который он передал победителям. Севастопольский Музей истории Черноморского флота России

Осма́н-паша́ (1792—1860) — турецкий вице-адмирал

## Биография
В Наваринском сражении (1827) командовал бригом, после 1830 года — египетским фрегатом. Во время Второй турецко-египетской войны поступил на службу в османский флот, в составе которого командовал линейным кораблём, участвовавшем в бомбардировке Акко (1840), после чего произведен в чин вице-адмирала (патрона).
С началом Крымской войны, был назначен командующим турецким Черноморским флотом из 12 кораблей, в зону ответственности которого входил участок между Инджебуруном и Амасрой.
30 ноября 1853 года в ходе Синопского сражения его эскадра, стоявшая под Синопом, была атакована русским флотом под командованием вице-адмирала П. С. Нахимова и полностью уничтожена.
Осман-паша был ограблен и брошен своей командой на тонущем фрегате «Ауни-Аллах». Был спасён мичманом Панютиным и доставлен на линейный корабль «Императрица Мария».
Взятый в плен, Осман-паша проживал в Одессе до 1856 года, когда получил свободу и стал членом турецкого адмиралтейств-совета.
Его сын Ахмед-бей также стал военным моряком и капитаном корабля, а его племянник Осман Эмин Ахмед-паша (1858-1890) дослужился до чина контр-адмирала.